# Żółtook łuskowany
Żółtook łuskowany (Metriopelia ceciliae) – gatunek małego ptaka z rodziny gołębiowatych (Columbidae) występujący w Ameryce Południowej.

## Charakterystyka gatunku
Wygląd
Niewielki gatunek gołębia o szaro-brązowym upierzeniu z jasnymi końcówkami piór, szczególnie widocznymi na pokrywach skrzydeł i grzbiecie. Tworzą one charakterystyczny, łuskowany wzór, który został ujęty w epitecie polskiej nazwy gatunkowej. Pióra na piersi szare z lekko różowym odcieniem, brzuch beżowo-szary, ogon składa się z przeważnie czarnych lotek o białych końcówkach. Nogi koloru różowego. Najbardziej charakterystyczną cechą gołębi z rodzaju Metriopelia – od której biorą swą nazwę – jest naga skóra wokół oczu o jaskrawej, żółtej lub pomarańczowej barwie. Brak wyraźnego dymorfizmu płciowego, samice są tylko nieco bardziej matowo ubarwione. Podczas lotu oprócz wyraźnego trzepotania słychać dźwięki podobne do dzwonienia.
Średnie wymiary
- Długość ciała – 16–17[6][8][9] cm lub 17–18 cm[7],
- Długość skrzydła – 9,5 cm[a],
- Długość ogona – 7,4 cm[a],
- Masa ciała – 53[a]–66 g[8].

Pożywienie
Nasiona, przy czym nie odnotowano rodzaju spożywanego pokarmu. Pożywienie zdobywa na ziemi, zazwyczaj podczas żerowania widywane w małych grupach.
Rozmnażanie
Gniazdo budowane na ziemi, na półkach skalnych lub w dziurach budynków. Samica składa 1–2 białej barwy jaja. Inkubacja trwa około 2 tygodni, wysiadują obydwa ptaki z pary. Młodymi opiekują się obydwoje rodzice. Pisklęta opuszczają gniazdo po 2–3 tygodniach, natomiast w pełni zdolne do lotu są po ok. 6–7 tygodniach.

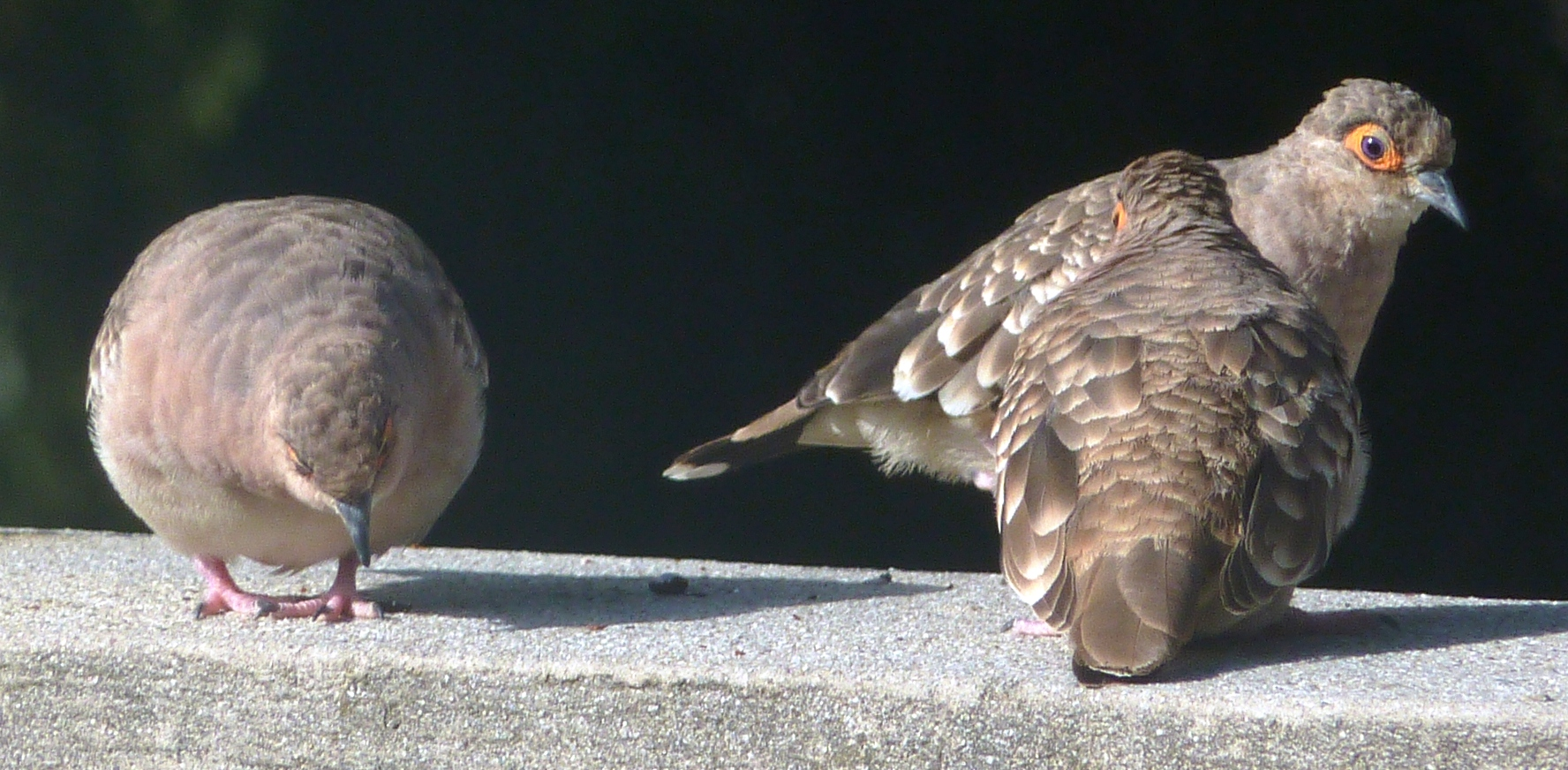
Grupa żółtooków łuskowanych w Boliwii

## Występowanie
Zasięg występowania
Od północno-zachodniego Peru, wzdłuż grzbietów Andów Środkowych po zachodnią część Boliwii oraz północne krańce Chile i Argentyny.
Biotop
Zamieszkuje suche i półpustynne górskie obszary, w tym charakterystyczne andyjskie łąki puna. Przebywa także na terenach rolniczych lub w pobliżu ludzkich osiedli, zwłaszcza w obszarach wyżej położonych. Zwykle obserwowany jest na wysokości od 1700–2000 do 4100–4500 m n.p.m. W niektórych, południowych regionach Peru spotykany jest także niżej, na wysokości 500 do 1100 m n.p.m., aż po wybrzeże Pacyfiku. Występuje tylko na zachodnich i wewnętrznych, suchych stokach Andów, brak go natomiast na wilgotnych stokach wschodnich.

## Status
Przez IUCN sklasyfikowany jako gatunek najmniejszej troski (Least concern – LC) ze względu na duży zasięg występowania oraz brak geograficznej fragmentacji poszczególnych populacji. Globalna liczebność gatunku nie jest znana, ale jest szacowana na znaczną, nie ma też doniesień o gwałtownym spadku populacji.

## Systematyka
Taksonomia
Opisany w 1845 roku przez René Lessona jako Columba (Chamaepelia) Ceciliae na podstawie okazu z Peru. Wraz z żółtookiem szarogłowym (Metriopelia morenoi) był również umieszczany w oddzielnym rodzaju Gymnopelia.
Podgatunki
Wyróżniono trzy podgatunki żółtooka łuskowanego:
- M. c. ceciliae (Lesson, 1845) – zachodnia część Peru;
- M. c. obsoleta (Zimmer, 1924) – wschodnie pasma Andów peruwiańskich w górnej dolinie rzeki Marañón i jej dopływów w północnej części Peru (na południe po pasmo La Raya);
- M. c. zimmeri J. L. Peters, 1937 – południowe krańce Peru, Boliwia po północne Chile (Tarapacá) i północno-zachodnią Argentynę (Salta, Jujuy).